# Bazilika svete Marije v Trasteveru
Bazilika svete Marije v Trasteveru (italijansko Basilica di Santa Maria in Trastevere) je naslovna manjša bazilika v rimskem okrožju Trastevere in ena najstarejših cerkva v Rimu. Osnovni tloris in stenska zgradba cerkve segata v 340-ta leta, večji del zgradbe pa v 1140-43. Prvo svetišče je leta 221 in 227 postavil papež Kalist I., pozneje pa ga je dokončal papež Julij I. Cerkev ima velika območja pomembnih mozaikov iz poznega 13. stoletja Pietra Cavallinija.

## Zgodovina
V napisu na škofovem prestolu je zapisano, da je to prva cerkev v Rimu, posvečena Mariji, Jezusovi materi, čeprav nekateri trdijo, da privilegij pripada baziliki Marije Snežne. Gotovo je ena najstarejših cerkva v mestu. Tu je okoli leta 220 ustanovil krščansko hišo-cerkev papež sveti Kalist I. (217–222) na mestu Taberna meritoria, zatočišče za upokojene vojake. To območje je cesar Aleksander Sever dal na razpolago za krščansko rabo, ko je reševal spor med kristjani in zatočiščem, rekoč, v skladu z Liber Pontificalis: »Raje imam da pripada tistim, ki častijo Boga, ne glede na obliko njihovega čaščenja«. Leta 340, ko je papež Julij I (337–352) v večjem obsegu obnovil titulus Callixti, je postal titulus Iulii v spomin na njegovo pokroviteljstvo in eno od prvotnih 25 župnij v Rimu. 
V 5. in 8. stoletju je cerkev doživela dve obnovi, v letih 1140–43 pa je bila pod papežem Inocencem II. postavljena nova na stare temelje. Inocenc II. je cerkev podrl skupaj z nedavno dokončano grobnico protipapeža Anakleta II., njegovega nekdanjega tekmeca. Inocenc II. je poskrbel za svojo grobnico na mestu, ki ga je nekdaj zasedel tekmečev grob.
Bogato izklesane jonske kapitele, ki so bili ponovno uporabljeni vzdolž cerkvene ladje, so bili odpeljani iz ruševin Karakalovih term ali iz bližnjega templja Izide na griču Gianicolo. Ko je raziskovalec v 19. stoletju v vklesanih okrasih identificiral obraze kot Izido, Serapisa in Harpokrata, je obnova pod Pijem IX. leta 1870 razbila žaljive obraze.
Predhodnica sedanje cerkve je bila verjetno zgrajena v zgodnjem 4. stoletju in tudi ta cerkev je bila naslednica ene od tituli, zgodnjekrščanskih bazilik, pripisanih zavetniku in morda dobesedno vpisana z njegovim imenom. Čeprav ni nič z gotovostjo potrjeno, kje je bila katera od javnih krščanskih stavb Rima pred časom Konstantina Velikega, je bila bazilika na tem mestu znana kot Titulus Callisti, in je bila pripisana najzgodnejšim cerkva fundacije papeža Kalista I. (umrl 222), katere ostanki, prevedeni v novo strukturo, so ohranjeni pod oltarjem.
Napise najdene v cerkvi, dragocenem viru, ki prikazuje zgodovino bazilike, je zbral in objavil Vincenzo Forcella.

## Notranjost
Sedanja cerkvena ladja ohranja svoj prvotni načrt bazilike (pred 12. stoletjem) in stoji na zgodnejših temeljih. 22 granitnih stebrov z jonskimi in korintskimi kapiteli, ki ločujejo glavno od stranskih ladij, izvirajo iz ruševin Karakalovih term, prav tako preklada vhodnih vrat.
V notranjosti cerkve so številni mozaiki iz 12. in konca 13. stoletja. Spodaj so mozaiki na temo Življenja Device Pietra Cavallinija (1291). Zgoraj je mozaični prikaz kronanja Device (1130–1143). Kronanje Device stoji na oboku apside, kjer je upodobljen papež Inocenc II., ki drži model cerkve.
Osmerokotna  Domenichinjeva stropna slika, Marijino vnebovzetje (1617) se prilega postavljeni postavitvi stropa, ki jo je oblikoval.
Peta kapela na levi je kapela Avila, ki jo je zasnoval Antonio Gherardi. To in njegova kapela sv. Cecilije v San Carlu ai Catinari sta dve najbolj arhitekturno inventivni kapeli poznega 17. stoletja v Rimu. Spodnji red kapele je dokaj temen in uporablja oblike, podobne Borrominiju. V kupoli je odprtina ali okulus, iz katere izhajajo štirje putti, ki nosijo osrednji tempietto, ki vse uokvirja s svetlobo napolnjeno prostor, osvetljen z okni, ki niso vidna od spodaj. Cerkev hrani relikvijo svete Apolonije, njeno glavo, pa tudi del Svete gobe. Med pokopanimi v cerkvi so papež Kalikt I., papež Inocenc II., protipapež Anaklet II., kardinal Filip Alencon in kardinal Lorenzo Campeggio.

## Zunanjost
Romanski kampanile izvira iz 12. stoletja. V bližini vrha je niša, ki varuje mozaik Madone in otroka. Verjamejo, da so mozaiki na fasadi iz 12. stoletja. Upodabljajo Marijo na prestolu, ki doji otroka, ob straneh je 10 žensk, ki držijo svetilke. Ta slika na pročelju je zgodnji primer priljubljene poznosrednjeveške in renesančne vrste podobe Device. Sam motiv izvira mnogo prej, s pomembnimi koptskimi primeri v Wadi el Natrunu v Egiptu iz 7. stoletja.
Pročelje cerkve je leta 1702 obnovil Carlo Fontana, ki je starodavno verando zamenjal s poševno streho. Osmerokotni vodnjak na trgu pred cerkvijo (Piazza di Santa Maria v Trastevereu), ki je že prikazan na zemljevidu iz leta 1472, je obnovil Carlo Fontana. 

## Titul
Antični viri trdijo, da je titulus S. Mariae ustanovil papež Aleksander I. okoli leta 112. Kasnejše tradicije dajejo imena zgodnjih zavetnikov in so jih retrospektivno dodelili kardinali: tako je bil takrat kardinal-pokrovitelj te bazilike, trdijo te tradicije, sveti Kalepodij. Papež Kalikt I. je titul potrdil leta 221; v njegovo čast je bilo spremenjeno v Ss. Callisti et Iuliani; preimenoval ga je Inocenc II. v S. Mariae trans Tiberim. Do 12. stoletja so kardinalski diakoni in prezbiterji že dolgo odpuščali osebne službe v tituli. Med preteklimi kardinali, ki so imeli častni titulus Santa Maria v Trastevereu, so bili James Gibbons, papež Leon XII., Józef Glemp in kardinal Henry Benedikt Stuart, čigar grb je imel krono (nekateri so ga hvalili kot kralja Henrika IX. Angleškega) in galero (rdeč klobuk) je viden čez zaslon desno od oltarja. Trenutni naslovni nosilec je madridski nadškof Carlos Osoro Sierra od 19. novembra 2016 ob smrti Lorisa Francesca Capoville, najstarejšega živečega kardinala v času njegove smrti, 26. maja 2016.